# Craig Stevens (Schauspieler)
Craig Stevens (* 8. Juli 1918 in Liberty, Missouri als Gail Shikles Jr.; † 10. Mai 2000 in Los Angeles, Kalifornien) war ein US-amerikanischer Schauspieler, der vor allem durch die Titelrolle in der Fernsehserie Peter Gunn große Bekanntheit erreichte.

## Leben und Karriere
Der Sohn eines Highschool-Lehrers besuchte die University of Missouri–Kansas City und machte dort 1936 seinen Abschluss zum Zahnarzt. An der Universität entdeckte er erstmals sein Interesse für Schauspielerei. Er absolvierte seine Ausbildung am Pasadena Playhouse sowie in der Schauspielschule von Paramount Pictures. Für seine Schauspielkarriere wählte Gail Shikles Jr. den Künstlernamen Craig Stevens. 1939 machte er sein Filmdebüt als Seemann im Abenteuerfilm Coast Guard von Regisseur Edward Ludwig. Seine meist betont maskulinen Rollen blieben jedoch zunächst eher unbedeutend. Während des Zweiten Weltkrieges diente er bei der First Motion Picture Unit der United States Army Air Corps, welche Propaganda- und Übungsfilme für die Truppen produzierte. Nach Kriegsende folgten Nebenrollen in Filmen wie Humoreske (1946), Faustrecht der Großstadt (1948) und Ein Fremder ruft an (1952). Zum Hollywood-Star schaffte er es trotz dieser Rollen nicht.
Erst die Fernsehserie Peter Gunn von Blake Edwards, in welcher er die Titelrolle des smarten Detektives spielte, machte Craig Stevens einem breiten Publikum bekannt. Von der Serie wurden zwischen 1958 und 1961 insgesamt 114 Folgen produziert. 1967 repräsentierte Stevens die Rolle des Peter Gunn erneut im Kinofilm Gunn, an dem auch Ed Asner und Laura Devon mitwirkten. Er hatte weitere Hauptrollen in den Fernsehserien Man of the World (1962–1963) und Mr. Broadway (1964). In der kurzlebigen Fernsehserie Der Unsichtbare spielte er 1975 die Rolle des Laborleiters Walter Carlson. Gegen Ende seiner Karriere wirkte er als Gastdarsteller an Serien wie Love Boat, Mord ist ihr Hobby und Dallas mit. 1988 spielte er seine letzte Rolle im Fernsehfilm Marcus Welby, M.D.: A Holiday Affair.
Von 1944 bis zu ihrem Tod 1993 war er mit seiner Schauspielkollegin Alexis Smith verheiratet. Craig Stevens starb 2000 im Alter von 81 Jahren an einer Krebserkrankung.

## Filmografie (Auswahl)
- 1939: Coast Guard
- 1939: Mr. Smith geht nach Washington (Mr. Smith Goes to Washington)
- 1941: I Wanted Wings
- 1941: Der Herzensbrecher (Affectionately Yours)
- 1941: Dive Bomber
- 1941: Flucht in die Tropen (Law of the Tropics)
- 1944: Als du Abschied nahmst (Since You Went Away)
- 1944: Resisting Enemy Interrogation
- 1944: Hollywood-Kantine (Hollywood Canteen)
- 1945: Eine Frau mit Unternehmungsgeist (Roughly Speaking)
- 1945: God Is My Co-Pilot
- 1946: Humoreske (Humoresque)
- 1946: Besuch in Kalifornien (The Man I Love)
- 1949: Glück in Seenot (The Lady Takes a Sailor)
- 1950: Faustrecht der Großstadt (Where the Sidewalk Ends)
- 1950: Blues Busters
- 1951: Trommeln im tiefen Süden (Drums in the Deep South)
- 1952: Ein Fremder ruft an (Phone Call from a Stranger)
- 1953: Abbott und Costello gegen Dr. Jekyll und Mr. Hyde (Abbott and Costello Meet Dr. Jekyll and Mr. Hyde)
- 1953: Die lockende Venus (The French Line)
- 1955: Die Intrige der Lily Scarlett (Duel on the Mississippi)
- 1956–1958: State Trooper (Fernsehserie, 3 Folgen)
- 1957: Das todbringende Ungeheuer (The Deadly Mantis)
- 1957: Alfred Hitchcock Presents (Fernsehserie, 1 Folge)
- 1958: Sein Colt war schneller (Buchanan Rides Alone)
- 1958–1961: Peter Gunn (Fernsehserie, 114 Folgen)
- 1962–1963: Man of the World (Fernsehserie, 20 Folgen)
- 1964: Mr. Broadway (Fernsehserie, 14 Folgen)
- 1967: Gunn
- 1970: Ein Sheriff in New York (McCloud, Fernsehserie, 1 Folge)
- 1970: Meine drei Söhne (My Three Sons, Fernsehserie, 1 Folge)
- 1971: Die Leute von der Shiloh Ranch (The Men from Shiloh, Fernsehserie, 1 Folge)
- 1971: Dr. med. Marcus Welby (Marcus Welby, M.D., Fernsehserie, 1 Folge)
- 1972: Owen Marshall – Strafverteidiger (Owen Marshall: Counselor at Law, Fernsehserie, 1 Folge)
- 1974: Rauchende Colts (Gunsmoke, Fernsehserie, 1 Folge)
- 1974: Fahrstuhl des Schreckens (The Elevator)
- 1975–1976: Der Unsichtbare (The invisible Man, Fernsehserie, 12 Folgen)
- 1976: Reich und Arm (Rich Man, Poor Man, Fernsehserie, 2 Folgen)
- 1977: Starsky & Hutch (Fernsehserie, 1 Folge)
- 1977, 1982: Quincy (Quincy, M.E., Fernsehserie, 2 Folgen)
- 1978: Der unglaubliche Hulk (The Incredible Hulk, Fernsehserie, 1 Folge)
- 1979–1983: Fantasy Island (Fernsehserie, 4 Folgen)
- 1979–1985: Love Boat (The Love Boat, Fernsehserie, 5 Folgen)
- 1981: Dallas (Fernsehserie, 2 Folgen)
- 1981: S.O.B. – Hollywoods letzter Heuler (S.O.B.)
- 1982: Eine Frau wie ein Fisch (La truite)
- 1983: Happy Days (Fernsehserie, 1 Folge)
- 1983–1985: Hotel (Fernsehserie, 3 Folgen)
- 1986: Mord ist ihr Hobby (Murder, She Wrote, Fernsehserie, 1 Folge)
- 1988: Marcus Welby, M.D.: A Holiday Affair (Fernsehfilm)